# Making fuck off
Pour les articles homonymes, voir Making of (homonymie).
Pour plus de détails, voir Fiche technique et Distribution.
Making fuck off est un documentaire de Fred Poulet sur le tournage du film Mammuth.

## Synopsis
Gustave Kervern et Benoît Delépine ayant aimé l'esthétique de Substitute, ils ont demandé à Fred Poulet de réaliser le making of de leur film. Il s'agissait d'en garder une trace s'il ne se faisait pas, avec pour exemple Lost in La Mancha, revenant sur le tournage d'un film maudit de Terry Gilliam, L'Homme qui tua Don Quichotte (The Man Who Killed Don Quixote). 
Finalement, Mammuth a été achevé et Making fuck-off, entièrement tourné en super 8, relate cette aventure humaine et artistique risquée, en faisant le choix de montrer les humains, les doutes et les difficultés du tournage.

## Fiche technique
- Réalisation : Fred Poulet
- Image : Fred Poulet, Hugues Poulain et Isabelle Adjani
- Montage: Fred Poulet
- Apparitions de : Miss Ming, Isabelle Adjani, Gérard Depardieu, Yolande Moreau, Benoît Delépine, Gustave Kervern, Anna Mouglalis, Bouli Lanners, Hugues Poulain, Benoît Poelvoorde et Fred Poulet
- Mixage : Olivier Audivert
- Post-production : Laurent Gaubil et Frédéric J. Lozet
- Pays :  France
- Durée : 52 minutes.

## Distinctions
- Macking fuck-off est présenté en séance spéciale (hors compétition) au Festival de Cannes 2010. C'est la première fois qu'un making-of était présenté dans le cadre du festival.